# 屈建
屈建（？—前545年），羋姓，屈氏，名建，字子木，中国春秋时期楚国的令尹。
前551年，楚康王杀令尹子南，任命蒍子馮为令尹，屈建为莫敖。前550年，屈建率兵伐陈国之庆氏兄弟。前548年，屈建率军灭掉倒向吴国的舒鸠国。吴王诸樊率军报复，被楚军射杀。前547年，伍举因为是申公王子牟的女婿出逃郑国，还想去晋国。和伍举关系好的蔡国大夫公孙归生（声子），出使完晋国，又出使楚国。屈建问他，晋国的卿大夫比楚国如何。声子说晋卿不及楚，晋大夫都是卿的材料。并且说，“虽楚有材，晋实用之”（楚材晋用）。还举了的析公、雍子、巫臣、苗贲皇例子，通过这让屈建和楚康王召回了伍举。前546年，屈建应住在王宫里宋国向戌的邀请，参加弭兵之盟。他确保了晋国的属国向楚国进贡，同样，楚国的属国也向晋国进贡。并且是楚国先于晋国歃血。屈建与晋国赵武交谈，赵武答不上话，赵武让叔向应对，屈建也答不上话。他又向赵武问范武子士会的德行。次年，屈建去世。赵武到楚国奔丧。